# 青森県道16号青森停車場線
青森県道16号青森停車場線（あおもりけんどう16ごう あおもりていしゃじょうせん）は、青森県青森市を通る県道（主要地方道）である。

## 概要
青森駅から国道4号を結ぶ。路線の一部に新町通りおよび柳町通りの愛称がある。融雪パイプが埋め込まれており、冬季には海水で雪を溶かす。

### 路線データ
- 総延長 : 1,169m[1]
- 起点：青森停車場[2]
- 終点：青森市本町一丁目[2]（国道柳町交差点、国道4号終点）

## 歴史
- 1954年（昭和29年）1月20日 - 建設省（現国土交通省）が主要地方道に指定。
- 1961年（昭和36年）2月10日 - 主要県道に認定される[2]。
- 1993年（平成5年）5月11日 - 建設省により県道青森停車場線が主要地方道青森停車場線に再指定される[3]。
- 1994年（平成6年）3月25日 - 整理番号を16に変更。

## 路線状況

### 重複区間
- 青森県道120号荒川青森停車場線（起点 - 青森市新町1丁目）

## 地理

### 交差する道路
- 青森県道120号荒川青森停車場線（国道7号古川方面からの一方通行）
- 青森県道18号青森港線
- 国道4号・青森県道120号荒川青森停車場線（国道4号重複 = 国道45号、終点）

### 沿線の施設
- JR東日本 / 青い森鉄道 青森駅
- 青森駅ビルラビナ
- JRバス東北 青森支店
- 青森警察署青森駅前交番
- ミッドライフタワー青森駅前
- ホテルルートイン青森
- アウガ
- パサージュ広場
- 東映プラザ
- 中三青森店
- さくら野百貨店青森店
- 成田本店しんまち店
- みずほ銀行青森支店
- 無印良品
- 青森みちのく銀行青森支店・青森古川支店
- 青森みちのく銀行新町支店
- 秋田銀行青森支店
- 善知鳥神社
- 青森警察署中央交番（かつては国道4号柳町交差点南側にあった）
- 農林中央金庫青森支店